# Bahnhof Prien a Chiemsee
Bahnhof Prien a Chiemsee vasútállomás Németországban, Prien am Chiemsee településen, közel a Chiemsee tóhoz.

## Vasútvonalak
Az állomást az alábbi vasútvonalak érintik:
- Rosenheim–Salzburg-vasútvonal
- Prien–Aschau-vasútvonal
- Chiemsee-Bahn

## Kapcsolódó állomások
A vasútállomáshoz az alábbi állomások vannak a legközelebb:
- Bahnhof Bad Endorf (Oberbay)
- Bahnhof Bernau am Chiemsee
- Prien-Stock
- Urschalling station

## Járatok
| Járat/ Vonatnem | Útvonal | Útvonal | Gyakoriság    |
| --------------- | --- | --- | ------------- |
| IC 26           | Königssee: Hamburg-Altona – Hamburg Hbf – Hannover – Göttingen – Kassel-Wilhelmshöhe – Fulda – Würzburg – Augsburg – München Ost – Prien am Chiemsee – Berchtesgaden                                  | Königssee: Hamburg-Altona – Hamburg Hbf – Hannover – Göttingen – Kassel-Wilhelmshöhe – Fulda – Würzburg – Augsburg – München Ost – Prien am Chiemsee – Berchtesgaden                                  | egy vonatpár  |
| EC 32           | Wörthersee: (Münster (Westf) –) Dortmund – Essen – Düsseldorf – Köln – Koblenz – Frankfurt – Mannheim – Heidelberg – Stuttgart – Ulm – Augsburg – München – Prien am Chiemsee – Salzburg – Klagenfurt | Wörthersee: (Münster (Westf) –) Dortmund – Essen – Düsseldorf – Köln – Koblenz – Frankfurt – Mannheim – Heidelberg – Stuttgart – Ulm – Augsburg – München – Prien am Chiemsee – Salzburg – Klagenfurt | egy vonatpár  |
| IC 60           | Karlsruhe – Stuttgart – Ulm – Augsburg – München – Prien am Chiemsee – Salzburg | Karlsruhe – Stuttgart – Ulm – Augsburg – München – Prien am Chiemsee – Salzburg | egy vonatpár  |
| RJ/EC 62        | Frankfurt – Heidelberg – | Stuttgart – Ulm – Augsburg – München – Prien am Chiemsee – Salzburg (– Klagenfurt / Graz / Linz) | kétóránként   |
| RJ/EC 62        | (Saarbrücken – Mannheim –) | Stuttgart – Ulm – Augsburg – München – Prien am Chiemsee – Salzburg (– Klagenfurt / Graz / Linz) | kétóránként   |
| M               | München – Rosenheim – Bad Endorf – Prien am Chiemsee – Traunstein – Freilassing – Salzburg | München – Rosenheim – Bad Endorf – Prien am Chiemsee – Traunstein – Freilassing – Salzburg | óránként      |
| M               | München – Rosenheim – Bad Endorf – Prien am Chiemsee – Traunstein | München – Rosenheim – Bad Endorf – Prien am Chiemsee – Traunstein | négy vonatpár |
| RB              | Prien am Chiemsee – Aschau | Prien am Chiemsee – Aschau | óránként      |